# Pascale Navarro
Pascale Navarro, née le 7 avril 1962 à Mantes-la-Jolie, est une autrice, journaliste, animatrice et conférencière québécoise.

## Biographie
Pascale Navarro est née en 1962 en banlieue parisienne, puis immigre au Québec avec sa famille en 1968. Elle détient une maîtrise en Langue et littérature françaises de l’Université McGill, à Montréal. 
De 1994 à 2003, elle est chef de pupitre de la section Livres et responsable de la chronique danse au défunt hebdomadaire Voir. Elle publie en 1996 avec la journaliste Nathalie Collard l’essai Interdit aux femmes, le féminisme et la censure de la pornographie. 
En parallèle, de 1998 à 2003, elle assure une chronique littéraire hebdomadaire, puis bimensuelle à l’émission Indicatif présent sur les ondes de la première chaîne de Radio-Canada[réf. souhaitée].
En l’an 2000 est diffusé à Télé-Québec le documentaire Bad Girl, qu’elle coécrit et co-scénarise. De 2004 à 2013, elle est collaboratrice et membre du comité de rédaction du magazine littéraire Entre les lignes. 
De 2004 à 2007, elle est chroniqueuse culturelle à l’émission hebdomadaire Ouvert le samedi à la première chaîne de Radio-Canada. De 2006 à 2016, elle est chroniqueuse à BazzoTV, à l’antenne de Télé-Québec. En 2010, elle publie aux éditions du Boréal l’essai Les femmes en politique changent-elles le monde?.
En 2015, elle publie l'essai Femmes et pouvoir : les changements nécessaires – Plaidoyer pour la parité chez Leméac, qui sera traduit en anglais l’année suivante chez Linda Leith Publishing.
De janvier 2018 à juin 2020, elle est chroniqueuse associée au quotidien La Presse [source insuffisante]. 
Son livre La Menthe et le cumin, paru en 2020, est reçu favorablement par la critique.
Au fil des ans, elle a prononcé plusieurs conférences dans les milieux scolaires, syndicaux et communautaires, en plus d’animer des débats et tables-rondes.

## Ouvrages publiés
- Pascale Navarro, La menthe et le cumin : récits d'enfance et de cuisine, Montréal, Leméac, 2020 (ISBN 2-7609-4844-7 et 978-2-7609-4844-0, OCLC 1200762700, lire en ligne)
- (en-CA) Pascale Navarro, Women and power : the case for parity, Westmount, Linda Leith Publishing, 2016 (ISBN 978-1-988130-18-7, 1-988130-18-2 et 978-1-988130-16-3, OCLC 948552615, lire en ligne)
- Pascale Navarro, Femmes et pouvoir : les changements nécessaires : plaidoyer pour la parité, Montréal, Leméac, 2015 (ISBN 978-2-7609-1223-6 et 2-7609-1223-X, OCLC 923593845, lire en ligne)
- Pascale Navarro, Les femmes en politique changent-elles le monde?, Montréal, Boréal, 2010 (ISBN 978-2-7646-2072-4 et 2-7646-2072-1, OCLC 657199454, lire en ligne)
- Pascale Navarro, Pour en finir avec la modestie féminine : essai sur la modestie et le conformisme féminins, Montréal, Boréal, 2002 (ISBN 2-7646-0216-2 et 978-2-7646-0216-4, OCLC 50716858, lire en ligne)
- Nathalie Collard et Pascale Navarro, Interdit aux femmes : le féminisme et la censure de la pornographie, Montréal, Boréal, 1996 (ISBN 2-89052-755-7 et 978-2-89052-755-3, OCLC 35931214, lire en ligne)
- Stéphanie Elizabeth Amesse et al., Circonstances particulières : une invitation à l'écriture du journal Voir, Québec, L'Instant même, 1998 (ISBN 2-921197-93-6 et 978-2-921197-93-9, OCLC 40269453, lire en ligne)
- Anna Lupien, Pascale Navarro, Élodie Francois, Joelle Currat et Marquise Lepage, 40 ans de vues rêvées : l'imaginaire des cinéastes québé́coises depuis 1972, Montréal, Réalisatrices Équitables/Éditions Somme toute, 2014 (ISBN 2-924283-06-X et 978-2-924283-06-6, OCLC 895726876, lire en ligne)

## Prix et reconnaissance
- Prix du Gouverneur général en commémoration de l'Affaire « personne », 2016[13];
- Prix Roseline-Ledoux, remis par la Fédération des agricultrices du Québec, 2012[14];
- Diplômée d’honneur, Département de lettres et littérature française, Université de Montréal, 2012[15];
- Récipiendaire du prix Femmes de mérite du Y des femmes, catégorie Communications, 2007[16];
- Deuxième Prix de la Société des écrivains canadiens, 1997 pour Interdit aux femmes[17].